# 徒单思忠
徒单思忠（？—1162年），字良弼，本名宁庆，女真人，徒单氏，金朝大臣，金吾卫上将军徒单赛一之子。

## 生平
徒单思忠聪颖好学，通晓经史，性情宽厚。金世宗曾经抚养他。以他有见识，常常让他侍奉身旁。徒单思忠娶皇弟完颜吾里补二女唐国公主为妻。大定元年（1161年），受命到辽口迎接南征万户高忠建、完颜福寿。金世宗即位，随行到中都，对军国大事多有补益的建议，拜殿前左卫将军。大定二年（1162年），加驸马都尉。病卒。大定十九年（1179年），赠骠骑卫上将军。

## 延伸阅读
[在维基数据编辑]
 《金史·卷120》，出自脱脱《遼史》